# Ковтун, Олег Иванович
Олег Иванович Ковтун (15 мая 1968) — советский, украинский и белорусский футболист, выступавший на всех позициях в поле, тренер.

## Биография
Воспитанник днепропетровского футбола. Взрослую карьеру начал в 1985 году в клубе второй лиги СССР «Колос» (Павлоград). Затем до распада СССР играл только за коллективы физкультуры, с перерывом на службу в армии. В 1991 году в составе «Ведрича» (Речица) стал победителем второй лиги чемпионата Белорусской ССР.
В 1992 году сыграл 3 матча в первой лиге Украины за «Химик» (Северодонецк). Затем вернулся в Белоруссию и полтора сезона отыграл в высшей лиге за «Гомсельмаш». В ходе сезона 1993/94 вернулся в речицкий клуб, где на этот раз провёл три года. В 1997 году, после вылета «Ведрича» из высшей лиги перешёл в «Белшину», но из-за травмы не смог закрепиться в основе клуба. Серебряный призёр чемпионата Белоруссии 1997 года. В 1998 году в очередной раз вернулся в «Ведрич», где играл до конца карьеры. В 1999 году со своим клубом завоевал право на возвращение в элиту, став серебряным призёром первой лиги, а по итогам сезона 2001 года речицкий клуб снова вылетел из высшей лиги, после чего футболист завершил карьеру.
Всего в высшей лиге Белоруссии сыграл 184 матча и забил 21 гол. Выступал на различных позициях в поле — либеро, центральный защитник, крайний полузащитник, нападающий.
После окончания карьеры работал детским тренером. Одно время тренировал взрослую любительскую команду «Нефтяник» (Речица).